# Casa Parohială Romano–Catolică din Fabric
Casa Parohială Romano–Catolică din Fabric este o clădire istorică situată pe strada Episcop Alexandru Bonnaz, nr. 13.
Face parte din Situl urban „Fabric” (II), monument istoric cod LMI TM-II-s-B-06097.

## Istorie
În 1888, Primăria Timișoarei ia decizia de a parcela fostul Vorpark, sau Előpark, și de a scoate loturile de teren la licitație. Dintre acestea, conform Monitorului orașului Timișoara din 1903, terenul de 340 de stânjeni pătrați, situat între Palatul Eduard Prohaska și Casa Lajos Czermák, ajunge în posesia Parohiei Romano-Catolice (în maghiară: Római Katolikus Plébánia), în anul 1901, fiind, cel mai probabil, donat de către oraș, neexistând un preț de licitație precizat, ca în cazul celorlalte parcele.
Autorizația de construcție a fost acordată la data de 12 iunie 1901, clădirea fiind construită după planurile arhitectului Lajos Ybl, cel care proiectase și Biserica Millenium, situată vis-a-vis.
Edificul a fost finalizat la data de 18 iulie 1902, parohul mutându-și reședința aici în același an.
În prezent, în clădire se află corpul B al Liceului Teoretic „William Shakespeare” din Timișoara. În 2023 acoperișul clădirii a fost reabilitat.

## Descriere
Clădirea este realizată în Rundbogenstil, formând un front unitar împreună cu Biserica Millenium, prezentând similarități arhitecturale cu aceasta, în special prin prezența fațadelor cu caramida aparentă, a ferestrelor și a ornamentelor sub formă de arcuri în plin cintru, care amintesc de un viaduct roman.